# Муджиреддин Бейлагани
Абуль Абубакр Музаффар Муджиреддин Бейлагани (перс. مجیرالدین بیلقانی‎) — персидский поэт XII века из Байлакана в Арране.

## Биография
Абуль Абубакр Музаффар Муджиреддин родился в 1130 году в Байлакане, который в XII веке прославился на Ближнем и Среднем Востоке политически, экономически, культурно, научно и, в торговом плане, как всесторонне развитый город. Согласно иранскому исследователю персидской литературы Мохаммаду Амину Риаи, мать Бейлагани была армянкой.
Получил широкое образование: изучал математику, астрономию, астрологию, географию, медицину, античную философию, теологию. В
совершенстве владел тюркским, арабским, персидским языками.
В восемнадцать лет переехал в Ширван и продолжил учиться поэтическому мастерству у персидского поэта Хагани Ширвани, который ценил поэтический дар своего ученика. Муджиреддин Бейлагани вскоре женился на дочери Хагани и стал вместо него дворцовым поэтом ширваншаха Манучехра III.
Огонь сжигает грудь мою — из-за тебя, мой друг.

Я муки сердца не таю — живу скорбя, мой друг.

Ты на чужбине. Боль твоя сильней моей тоски.

Я знаю это — и пою лишь для тебя, мой друг.
Я б кольцо своё украсить бирюзой небесной мог,

Лошадь времени взнуздал бы, а дыханьем скалы б сжег,

Но коль тысячу колосьев на хырмане Хагани

Соберу я, стихотворец, — буду счастлив, видит бог!
О ночь одиночества! Ночь, пощади!

Я брошен. Закован я... Тьма впереди...

О ночь, если даже ты жизнь, — уходи.

О утро! Пусть гибель ты, — вспыхни! Приди!
Цветок был рад рассвету — и увял.

Доверил тайну сердца ветру — и увял.

О, как превратна жизнь, — за десять дней

Пришёл конец расцвету, — и увял...
Муджиреддин Бейлагани о своём учителе Хагани Ширвани писал, что, «коли несколько колосьев на току у Хакани соберу я, стихотворец, — буду счастлив, видит Бог!» Яков Маркович в научной статье «Поэт поэтов» пишет, что этих словах нет самоуничижения, и что Бейлагани не отличался скромностью, из-за чего Хагани и лишился придворной карьеры. Быть может, считает Маркович Бейлагани устыдился и молвил истину, смысл которой в том, что Хагани слишком яркое солнце, чтобы в его лучах был заметен какой-нибудь другой источник света.
Современников Хагани Бейлагани называл пустозвонами.
Муджиреддин Бейлагани около пятидесяти лет жил и творил при дворе Ильдегизидов и снискал славу касыдами, посвященными правителям — Мухаммеду Джахан Пехлевану и Кызыл-Арслану.
Скончался в 1194 году.

## Творчество
Муджиреддин Бейлагани создавал свои произведения в основном на персидском языке. Но разные источники указывают, что поэт пробовал писать и на тюркском, и на арабском языках. Писал в основном касыды, но преуспел и в других поэтических жанрах, считается признанным мастером газелей и рубаи.
Бейлагани в своих стихах воспевал любовь и красоты природы, а также рубаи философского характера — о проблемах бытия, о жизни и смерти, о превратностях судьбы. До наших дней дошёл его «Диван».
Основательно занимался также теорией классической восточной поэзии и фольклором.